# Marita Aeschbacher
Marita Aeschbacher (* 7. Mai 1941) ist eine Schweizer Dressurreiterin. Sie nahm an den Olympischen Sommerspielen von 1972 in München teil und erreichte mit der Equipe den siebten Platz. Sie startete für den Reitclub Manesse Zürich.
1973 gewann sie bei den Europameisterschaften in Aachen auf Charlamp die Bronzemedaille im Team mit Christine Stückelberger und Hermann Dür.